# Miwok

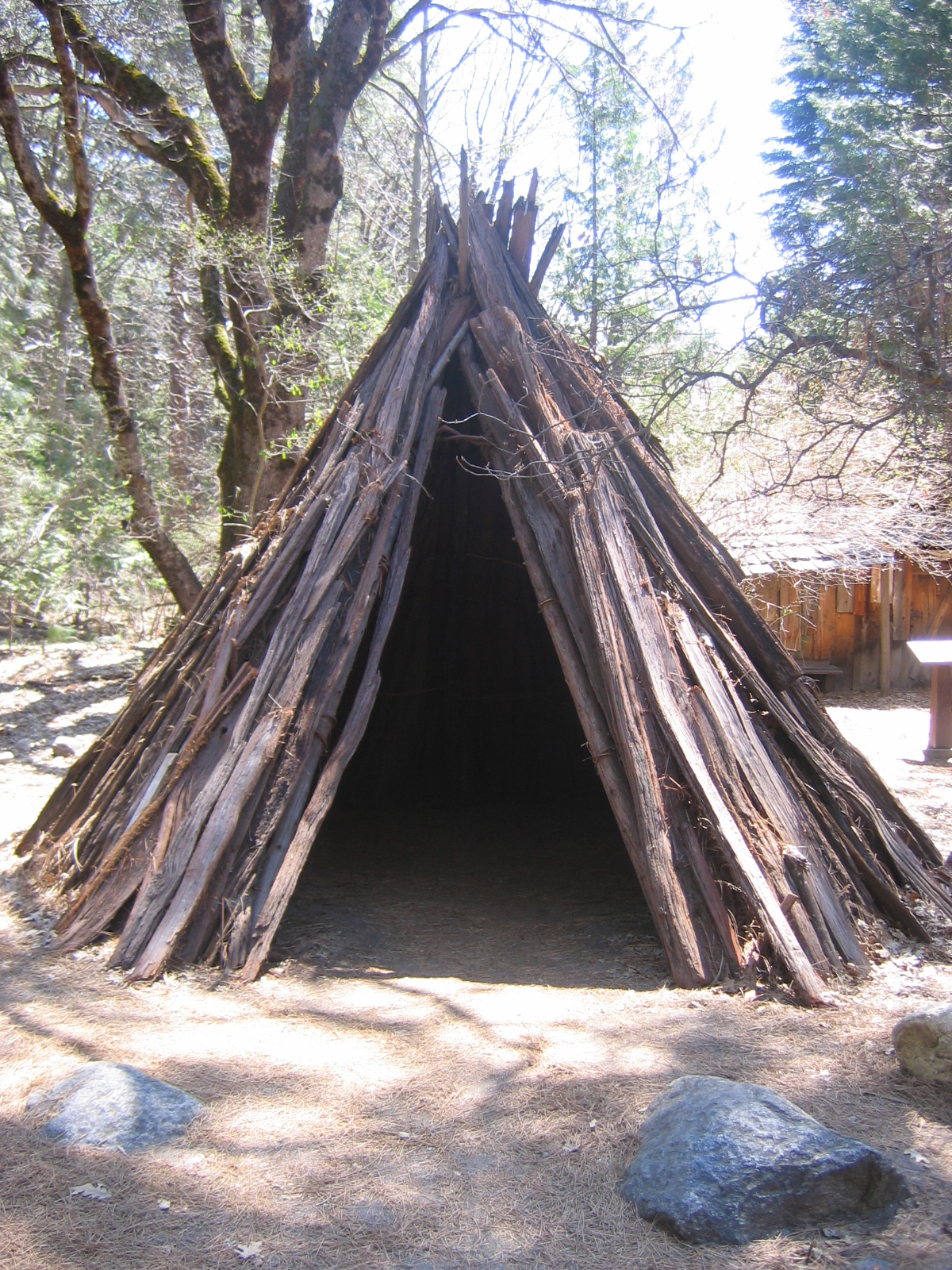
Habitação típica "Miwok"', Parque Nacional de Yosemite.

Miwok (Valley and Sierra Miwok) refere-se a um grupo de nativos norte-americanos. Eles viveram no norte da Califórnia, na encosta ocidental e sopé das montanhas em Serra Nevada, entre os rios Fresno e Cosumnes, e também na área do delta do Vale Central, onde os rios São Joaquim e Sacramento convergem.